# Chopy Fatah

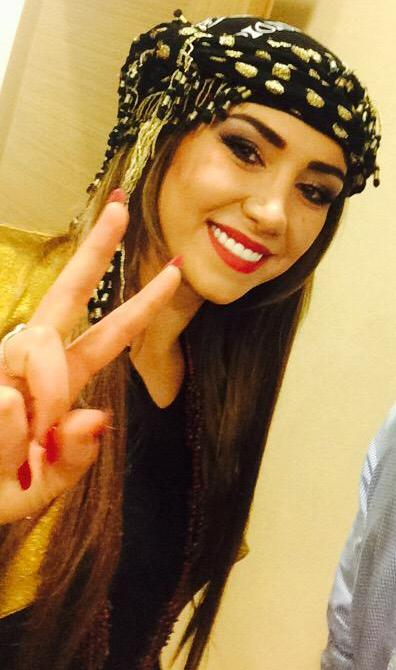
Chopy (2015)

Chopy Fatah (Koerdisch: Çopî Fetah / چۆپی فەتاح, Arabisch: جوبي فتاح) is een hedendaagse Koerdische zangeres. Ze werd geboren in Kirkuk, Irak in 1983. Haar familie emigreerde naar Nederland in 1988. Ze bracht haar eerste album getiteld Çît Naw Binêm uit in 2003.

## Carrière
Na emigratie naar Nederland volgde ze vanaf 1990 muzieklessen op een Nederlandse muziekschool en aan de 'Kurdish Music Academy' in Duitsland, waar ze lessen volgde onder toezicht van de Koerdische muziekleraar Wirya Ahmad. Ze gaf haar eerste optreden in Den Haag in 2000. Chopy bracht diverse Koerdische muziekalbums en Engelstalige singles uit. 
Chopy's muziek- en reclamevideo's kregen aandacht op verschillende tv-zenders in het Midden-Oosten: 
- Qatar: Al Jazeera
- Irak - Arabisch: Al Sharqiya, Al-Baghdadia TV, Al Iraqiya and Al Sumaria
- Irak - Koerdisch: Kurdistan TV, KurdSat, Kurdish News Network (KNN), Zagros TV, Gali Kurdistan, Kanal4, KOREK TV, VIN TV, Kurdmax, NRT2, Rudaw TV
- Verenigde Arabische Emiraten: Middle East Broadcasting Center (MBC), Persian Music Channel (PMC)
- Iran - Koerdisch: TISHK TV, Rojhelat TV, KBC, Newroz TV, KLIK SAT, KOMALA TV
- Turkije - Koerdisch: Roj TV, Sterk TV, MMC TV, TRT 6, Kurd1 Channel, Dünya TV,
- Libanon en  Egypte: Melody Music
- Saoedi-Arabië: Al Arabiya
- Syrië - Koerdisch: Ronahî TV

In 2008 werd Chopy de culturele Ambassadeur van Asia Cell Telecom Company, een van de belangrijkste telecombedrijven in Irak. Dit bedrijf plaatste  duizenden reclameborden met Fatahs beeltenis in Irak.